# Памятник Грибоедову (Москва)
Памятник Грибоедову — скульптурное изображение драматурга Александра Сергеевича Грибоедова в Москве, в начале Чистопрудного бульвара, недалеко от выхода одноимённой станции метрополитена.

## История
В 1918 году по плану монументальной пропаганды на месте, где сейчас расположен памятник Грибоедову, был установлен памятник идеологу русского анархизма Михаилу Бакунину, построенный по проекту скульптора Б. Д. Королёва. Памятник был исполнен в абстрактно-футуристической манере, но вышел крайне неудачным. Говорят, что когда с памятника сняли только часть лесов, от него уже начали шарахаться лошади московских извозчиков. Анархисты устроили акцию протеста с требованием убрать памятник, а рабочие написали в газету гневную статью с заголовком «Уберите чучело!». В результате памятник очень быстро убрали.
В 1929 году скульптор К. Л. Луцкий преподнёс в дар Моссовету выполненный им горельеф А. Ф. Грибоедова. Он был установлен 17 февраля 1929 года на временном деревянном пьедестале на Сретенском бульваре. Несколькими днями позже на Новинском бульваре напротив дома, где жил Грибоедов, был установлен валун с автографом Грибоедова. В будущем планировалась установка на этом месте памятника Грибоедову.
Нынешний памятник установлен в 1959 году, к 130-летней годовщине трагической гибели писателя. Место было выбрано не случайно, так как Александр Сергеевич Грибоедов жил некоторое время в нескольких минутах ходьбы от этого места — в доме № 42 по Мясницкой улице.

## Описание
Скульптура изображает писателя в глубокой задумчивости. Внизу круглого постамента с полуоткрытым занавесом изображены герои пьесы Грибоедова «Горе от ума».